# カメロータ
カメロータ（伊: Camerota）は、イタリア共和国カンパニア州サレルノ県にある、人口約7,100人の基礎自治体（コムーネ）。

## 地理

### 位置・広がり

#### 隣接コムーネ
隣接するコムーネは以下の通り。
- チェッレ・ディ・ブルゲリーア
- チェントラ
- ロッカグロリオーザ
- サン・ジョヴァンニ・ア・ピーロ

## 行政

### 分離集落
カメロータには、以下の分離集落（フラツィオーネ）がある。
- Lentiscosa, Licusati, Marina di Camerota